# Banaybanay
Banaybanay ist eine Großraumgemeinde in der Provinz Davao Oriental und liegt auf der Insel Mindanao auf den Philippinen. Sie hat 41.117 Einwohner (Zensus 1. August 2015), die in 14 Barangays leben.
Die Gemeinde Banaybanay liegt etwa 90 km östlich entfernt vom internationalen Flughafen Davao City und ist über die Küstenstraße am Golf von Davao von dort zu erreichen. Die Gemeinde belegt eine Fläche von 419,30 km² und das Terrain ist sehr gebirgig.

## Barangays
Die Großraumgemeinde ist in 14 Barangays unterteilt.
| - Cabangcalan - Caganganan - Calubihan - Causwagan - Punta Linao - Mahayag - Maputi | - Mogbongcogon - Panikian vito - Pintatagan - Piso Proper - Poblacion - San Vicente - Rang-ay |